# Aeonium gorgoneum
Aeonium gorgoneum ist eine Pflanzenart aus der Gattung Aeonium in der Familie der Dickblattgewächse (Crassulaceae).

## Beschreibung

### Vegetative Merkmale
Aeonium gorgoneum wächst als mehrjähriger, verzweigter Halbstrauch und erreicht Wuchshöhen von bis zu 2 Meter. Die glatten, kahlen, aufsteigenden Triebe weisen einen Durchmesser von 5 bis 15 Millimeter auf und bilden für gewöhnlich Gruppen. Ihre Rosetten erreichen einen Durchmesser von 9 bis 20 Zentimeter und sind in der Mitte ziemlich abgeflacht. Junge Blätter sind eng aneinander gepresst. Die verkehrt lanzettlich-spateligen, grünen Laubblätter sind 5 bis 10 Zentimeter lang, 1,5 bis 3 Zentimeter breit und 0,3 bis 0,6 Zentimeter dick. Zur Spitze hin sind sie spitz oder zugespitzt und tragen ein aufgesetztes Spitzchen. Die Basis ist keilförmig. Der Blattrand ist mit geraden oder vorwärts gebogenen Wimpern besetzt, die bis zu 0,5 Millimeter lang sind. Die Blätter sind häufig entlang von Rand und Mittelrippe rötlich variegat.

### Generative Merkmale
Der pyramidale Blütenstand weist eine Länge von 5 bis 8 Zentimeter und eine Breite von 7 bis 10 Zentimeter auf. Der Blütenstandsstiel ist 5 bis 8 Zentimeter lang. Die acht- bis zehnzähligen Blüten stehen an einem 1 bis 9 Millimeter langen, kahlen Blütenstiel. Ihre Kelchblätter sind ebenfalls kahl. Die gelben, rötlich variegaten, lanzettlichen, zugespitzten Kronblätter sind 5 bis 6 Millimeter lang und 1 bis 1,5 Millimeter breit. Die Staubfäden sind kahl.

### Chromosomenzahl
Die Chromosomenzahl beträgt 2n = 36.

## Systematik und Verbreitung
Aeonium gorgoneum ist endemisch auf den Kapverdischen Inseln und kommt dort auf Santo Antão, São Nicolau und São Vicente in Höhenlagen von etwa 300 bis 1300 Metern vor.

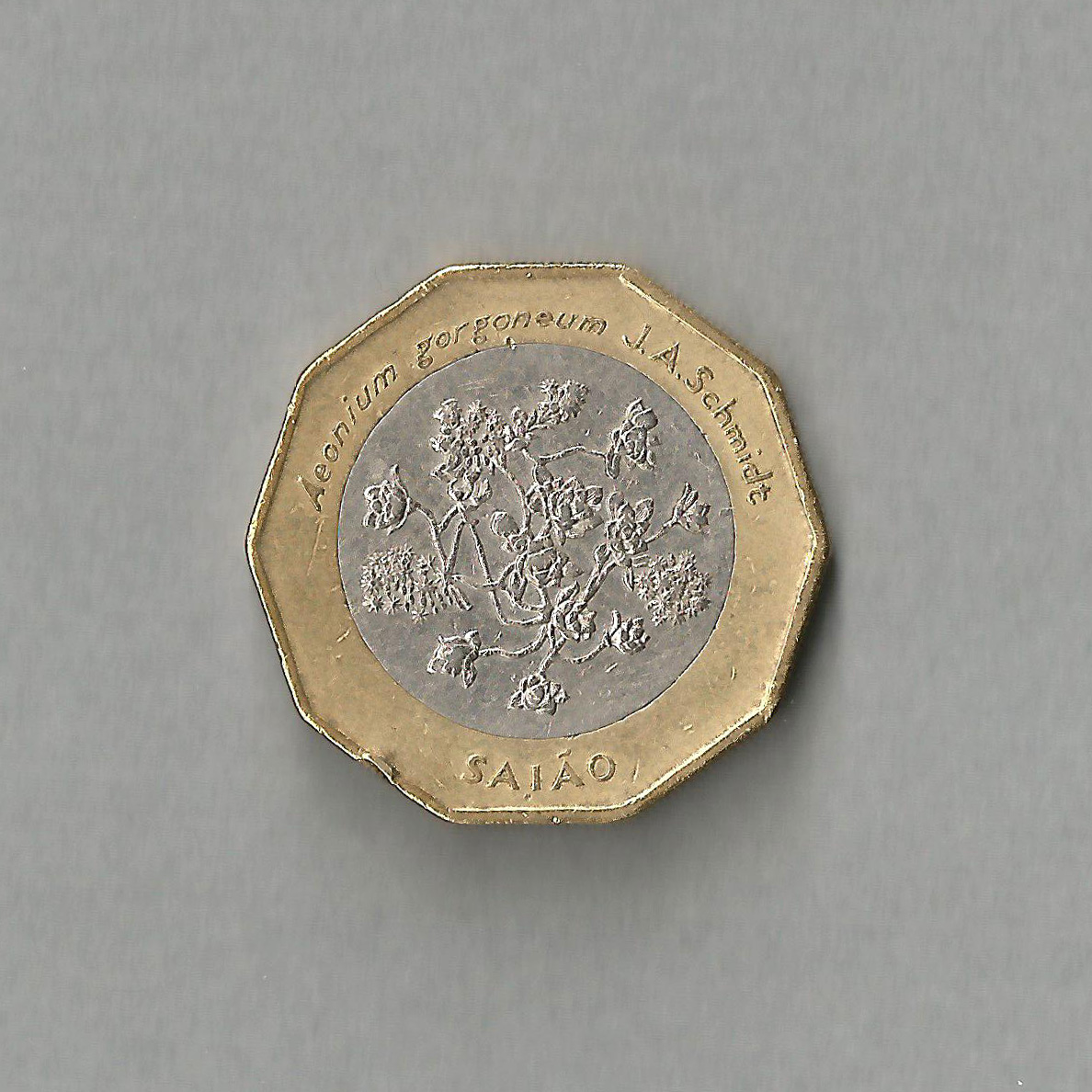
Münze mit Aeonium gorgoneum

Die Erstbeschreibung durch Johann Anton Schmidt wurde 1852 veröffentlicht.
Ein nomenklatorisches Synonym ist Sempervivum gorgoneum (J.A.Schmidt) J.A.Schmidt ex Cout. (1914).

## Nachweise